# Jimmy Kruger
Pour les articles homonymes, voir Kruger.
Jimmy Kruger, de son nom complet James Thomas Kruger (né le 20 décembre 1917 à Bethlehem, État libre d'Orange, et mort en Afrique du Sud le 9 mai 1987) est un homme politique d'Afrique du Sud.
Membre du Parti national, il est successivement député de Prinshof (1966-1979), sénateur (1979-1980), vice-ministre de la Police, de l'Intérieur, des Affaires sociales et des Pensions (1972-1974), vice-ministre de la Justice et des prisons (1974), ministre des Prisons, de la Justice et de la Police (1974-1979) puis président du Sénat (1979-1980). 

## Biographie
Né en 1917, Jimmy Kruger passe le baccalauréat au lycée de Ventersdorp en 1935. Il travaille dans l'exploitation minière notamment à la mine d'or de Brakpan, devient géomètre et chef ingénieur à Barberton. Il reprend parallèlement des études par correspondance à l'Université d'Afrique du Sud à Pretoria obtenant un baccalauréat ès arts en afrikaans  ainsi qu'un baccalauréat en droit de la Faculté de droit de l'Université de Witwatersrand en 1954.
En mai 1955, il s'installe comme avocat à Johannesbourg. Il s'intéresse tardivement à la politique et se fait élire en 1962 au Conseil provincial du Transvaal. 
Lors des élections générales sud-africaines de 1966, il est élu à la chambre de l'assemblée du parlement comme député de la circonscription Prinshof. En 1972, il entre au gouvernement Vorster comme ministre adjoint de la Police, de l'Intérieur, des Affaires sociales et des Pensions. À partir de 1974, il est ministre de la Justice, de la Police et de Prisons. C'est lui qui le 1er août 1975, annonce le retrait progressif des 200 derniers policiers sud-africains déployés en Rhodésie, il précise que l'utilité de la présence de ces policiers n'est plus aussi évidente qu'auparavant. 
Au début de l'année 1976, il rend visite à Nelson Mandela, alors détenu à Robben Island, Kruger propose alors à Mandela une libération à condition que Mandela se fixe au Transkei, alors dirigé par Kaiser Matanzima, neveu de Mandela condamné par celui-ci pour son soutien passif à l'apartheid. Mandela refuse, fait part de ses revendications et pose la question de sa libération en invoquant au passage l'histoire de plusieurs héros de la cause nationaliste afrikaner, un temps eux-mêmes condamnés pour haute trahison puis finalement rapidement graciés. Il décline même toute rencontre avec Matanzima de peur que cela légitime les bantoustans auprès de la communauté internationale.
Jimmy Kruger reste associé à la répression contre les militants anti-apartheid intervenues à la suite des émeutes de Soweto de 1976. Il connaît ainsi une brève notoriété internationale en 1977, après le décès en détention de Steve Biko pour avoir déclaré : « Dit laat my koud » (« Ça me laisse froid »). Si ces déclarations sont vivement critiquées à l'étranger, sa gestion de l'affaire au sein du gouvernement sud-africain est contestée. Il est finalement limogé en 1979 par le nouveau premier ministre Pieter Botha qui lui trouve une porte de sortie au Sénat qu'il préside de 1979 à 1980.
Kruger se désolidarise rapidement de la ligne réformiste de Botha et assiste le 20 mars 1982, au congrès fondateur du Parti conservateur, parti politique créé par Andries Treurnicht. Sans poids politique et sans mandat, il est marginalisé. 
Jimmy Kruger est mort le 9 mai 1987.

## Dans la fiction
- Dans le film Cry Freedom (1987), Kruger a été interprété par John Thaw.
- Dans le film Goodbye Bafana (2007), Kruger a été interprété par Norman Anstey.